# Азизян, Вачик Алексанович
Вачик Алексанович Азизян (2 мая 1932 — 11 декабря 2006) — бригадир аппаратчиков научно-производственного объединения «Наирит» Всесоюзного объединения «Союзхлор» Министерства химической промышленности СССР, город Ереван, полный кавалер ордена Трудовой Славы (1990).

## Биография
Родился 2 мая 1932 года в селе Варденис Котайского района Армянской ССР (ныне – Арагацонтской области Республики Армения). Армянин.
В 1947 году закончил восьмилетнюю школу района Силикян в Ереване. Трудовую деятельность начал в 1948 году аппаратчиком цеха полимеризации хлоропрена на заводе 742 синтетических каучуков имени С.М. Кирова «Главкаучук» Минхимпрома СССР в городе Ереван Армянской ССР (ныне – Республика Армения).  В 1950-1954 годах служил в Советской Армии. В 1951 году закончил десятимесячные курсы авиамехаников.
После увольнения из Вооружённых Сил с 1954 года – работал вновь аппаратчиком цеха полимеризации хлоропрена завода синтетических каучуков имени С. М. Кирова «Главкаучук» Минхимпрома СССР (1954-1957) – Управления химической промышленности Совнархоза/Совмина Армянской ССР (1958-1967) – ордена Трудового Красного Знамени Ереванского химического комбината имени С.М. Кирова – Научно-производственного объединения (НПО) «Наирит» Всесоюзного объединения (В/О) «Союзхлор» Минхимпрома СССР (с декабря 1976 года). Данное НПО на территории СССР являлось монопольным производителем хлоропренового каучука. В 1958 году вступил в КПСС и окончил школу рабочей молодёжи Шаумяновского района Еревана.
Указом Президиума Верховного Совета СССР от 24 апреля 1975 года награждён орденом Трудовой Славы 3-й степени.
В 1976 году получил звание Почётный химик СССР.
Указом Президиума Верховного Совета СССР от 6 апреля 1981 года награждён орденом Трудовой Славы 2-й степени.
С 1985 года – бригадир аппаратчиков цеха производства каучук-2 НПО «Наирит» В/О «Союзхлор» Минхимпрома СССР.
Указом Президиума Верховного Совета СССР от 3 июня 1986 года Азизян Вачик Алексанович награждён орденом Трудовой Славы 1-й степени. Стал полным кавалером ордена Трудовой Славы.
Делегат XXVII съезда КПСС (1986) и XXVI съезда Компартии Армении. Депутат Верховного Совета Армянской ССР 10-го созыва (1980-1985). Также избирался депутатом Ереванского городского Совета, членом Ленинского райкома Компартии Армении города Еревана и членом Комитета народного контроля Армянской ССР (1980-1985).
Почётный химик СССР (1976). Заслуженный мастер-наставник молодёжи Армянской ССР (1983).
Лауреат Государственной премии Армянской ССР (1985).
Жил в Ереване (Армения). Умер 11 декабря 2006 года. Похоронен на кладбище Силикян в Ереван.

## Награды
Награждён орденами Трудовой Славы 1-й (03.06.1986), 2-й (06.04.1981), 3-й ( 24.04.1975) степеней, медалями.